# 生活協同組合パルシステム静岡
生活協同組合パルシステム静岡（せいかつきょうどうくみあい パルシステムしずおか）は、静岡県富士市に本部をおく生活協同組合。パルシステム生活協同組合連合会に加盟。

## 沿革
- 2007年（平成19年） - 設立
- 2015年（平成27年） - 富士市に本部及びセンターを移転

## 事業所
- 富士センター
- 袋井センター
- 静岡事務所
- 浜松事務所